# 범슬라브주의

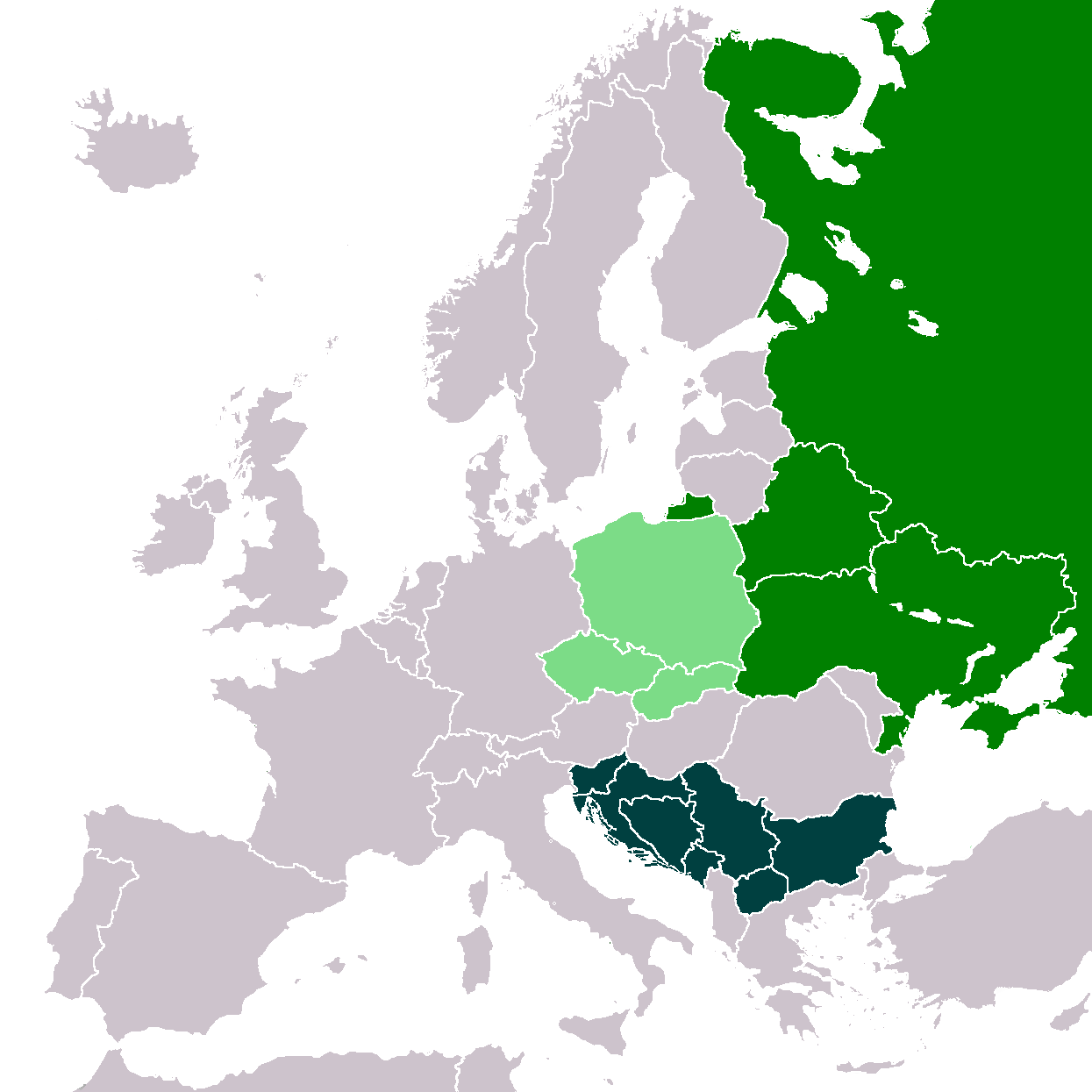

범슬라브주의(영어: pan-Slavism)는 19세기 중반 무렵 모든 슬라브 민족의 단합을 겨냥한 범국민주의 운동이다. 이 운동의 주된 근원지는 남슬라브인들이 살았던 발칸반도로써, 이 지역은 수세기동안 거대한 세 제국, 오스트리아-헝가리 제국·오스만 제국·베네치아 공화국의 통치를 받았던 곳이다. 범슬라브주의는 또한 러시아 제국과 유고슬라비아 왕국, 그 후신인 유고슬라비아 연방의 외교전술로도 자주 이용되었다.

## 러시아의 범슬라브주의
1830년대 후반, 러시아의 학자 М.П.Погодин는 논문 <<важдебности Западу>>에서 다른 민족에 비한 슬라브 민족의 우월성과 全슬라브세계에서 러시아가 헤게모니를 장악할 필요가 있음을 주장하였다. 18-19세기에 슬라브주의자인 А.А.Самборский, В.Ф.Малиновский 등은 러시아 제국의 지지하에서 슬라브국가간의 정치적 통합 프로젝트를 더욱 발전시켰다.
1840-50년대 러시아 슬라브파(슬라보필)의 일원인 А.С.Аксаков, И.В.Киреевский 등은 논문 <<больной>>에서 러시아와 동방정교세계의 유럽에 대한 저항이념을 주장했다. 슬라브파의 반대파인 서구주의자들은(П.Я.Чаадаев, А.И.Герцен) 슬라브세계에서의 러시아의 역할에 대해 동의하지 않았다. 1853-1856년 크림전쟁에서의 러시아의 패배와 1863-1864년 폴란드에서 일어난 해방투쟁에 영향을 받은 러시아 슬라브주의자들은 1867년 모스크바에서 슬라브대회를 개최했고, 슬라브위원회 활동을 시작했다.
범슬라브주의 이념은 И.С.Аксаков와 Н.Я.Данилевский의 이론과 슬라브 학자인 К.Н.Леонтьев와 В.И.Ламанский의 연구,발전에서 중요한 위상을 차지했으며, 1870년대, 특히 실용외교정책을 시행했던 1877-1878년의 러,터 전쟁 기간에 가장 큰 영향력을 발휘했다. 러시아의 국군 소속인 В.Черкасский 공작, М.Г.Черняев, М.Д. Скобелев, Р.А.Фадеев는 범슬라브주의 지지자였다.

## 중앙유럽의 범슬라브주의
범슬라브주의라는 용어는 1826년 체코의 Я. ГеркелЬ에 의해 처음으로 만들어졌다. 슬라브 민족 대다수의 정치적인 견해, 프랑스 대혁명과 독일 낭만주의의 이념, 슬라브 민족의 태생이라는 사실- 그러한 사실로 인해 남서슬라브인(И. Добровский (체코), П. Шафарик, Я.Коллар (슬로바키아), Л. Гай (크로아티아), В. Караджич (세르비아) 등)들 사이에서 슬라브인이 하나라는 것과 문화적으로 동일하다는 생각이 출현하게 됐다.
몇몇 슬라브 사상운동가들로 인해 만들어진 이러한 사상은, 제정 러시아의 오스만 제국과 나폴레옹 전쟁에서의 승리의 명분으로써 작용했다. 그것은 러시아 통치 하에서의 슬라브 민족의 정치적 언어적 통합에 관한 것이다. 그리고 사상가들은 슬라브 민족과 외세와의 전투에서 그러한 사상이 도움이 될 것으로 간주했다.(Й. Добровский, Й. Юнгман, Л. Гай и др.)그들 중 몇몇은 나중에 관점을 달리했다.(Л. Гай, Л. Штур, К. Гавличек-Боровский)그리고 Ф. Палацкий을 주축으로 한 다른 범슬라브주의자들은 오스트리아 제국의 보존과 슬라브 연합을 오스트리아-헝가리 제국의 형태로 변화시키자고 주장했다.
오스트리아 제국이 오스트리아-헝가리 제국으로 변화된 이후에(1867) Ф. Палацкий는 이전의 자신의 생각을 부정하고 1867년 모스크바에서 열린 러시아 범슬라브주의자로 구성된 슬라브 회의에 참가했다. 폴란드인 중에서는 낭만적 애국주의와 대 폴란드의 재건사상에 심취한사람이 있었다. 그들에 의해 범슬라브주의는 두 갈래로 나뉜다. 하나는 친 러시아 주의(С. Сташиц, А. Цешковски), 그리고 다른 하나는 반 러시아주의(А. Мицкевич, А. Товянский, К. Бродзинский)로 나뉜다. 나머지 사람들은 슬라브 민족의 통합에 있어서 폴란드가 핵심적 역할을 해야 한다고 간주했다.

## 20세기의 범슬라브주의
제1차 세계 대전 이전에 신슬라브주의 (또는 신범슬라브주의)의 형태로 부흥했었던 범슬라브주의 사상들은 19세기 말 대중성을 잃고 잊혀졌다. 러시아의 네오슬라브주의자들은 (주요 활동가로 B. Бебринский 백작이 있다.) 다른 슬라브 국가의 활동가(보헤미아인인 К. Крамарж, 슬로베니아인인 И. Грабар 外)들과 함께 잠재적인 독일의 위협 가능성에 대처하기 위한 슬라브국가 간의 연합에 관해 논의하기 위한 슬라브 국제회의를 프라하(1906년)와 소피아(1910)에서 열렸으나 러시아 혁명 이후 러시아에서 민족주의 운동이 쇠퇴하면서 범슬라브주의 세력도 함께 위축되었다.

## 유고슬라비아의 범슬라브주의
한편 슬라브주의의 영향을 받았던 발칸반도, 특히 유고슬라비아에서는 민족주의 운동이 활발히 전개되었으며, 오스트리아 헝가리 제국의 발칸반도 침략에 저항하는 범슬라브주의 단체들도 생겨났으나 1차 세계대전이 종전되고 민족주의 운동이 쇠퇴함에 따라 따라 러시아의 범슬라브주의 운동과 마찬가지로 쇠퇴하였다. 그러나 1948년 코민포름에서 제명된 이후 정치적으로 고립된 요시프 티토가 유고슬라비아 연방의 결속을 강화하고 고립의 돌파구를 찾고자하는 목적으로 범슬라브주의를 주창하면서 다시 범슬라브주의 운동이 부활하였다.

## 같이 보기
- 범아프리카주의
- 범아랍주의
- 범아시아주의
- 범독일주의
- 범튀르크주의
- 친러
- 유라시아주의